# GNOME Screenshot
GNOME Screenshot è una utility del progetto GNOME per catturare immagini dello schermo (screenshot).

## Caratteristiche
Fornisce molte opzioni, come la possibilità di catturare l'intero desktop o solo una finestra, di catturare l'immagine dopo un certo lasso di tempo e la possibilità di scegliere se applicare effetti all'immagine.
L'applicazione analoga su KDE è KSnapshot.